# 索沃
索沃（法語：Sauve，法語發音：[sov]）是法国加尔省的一个市镇，位于该省西部，属于勒维冈区。

## 地理
索沃（43°56'33"N, 3°56'55"E）面积31.56 平方千米，位于法国奧克西塔尼大區加尔省，该省份为法国南部沿海省份，南端濒地中海，北起顺时针与阿尔代什省、沃克吕兹省、罗讷河口省、埃罗省、阿韦龙省和洛泽尔省接壤。
与索沃接壤的市镇（或旧市镇、城区）包括：孔凯拉克、科尔科讷、迪尔福和圣马丹德索斯纳克、利乌克、蓬皮尼昂、基萨克、圣让德克里约隆。

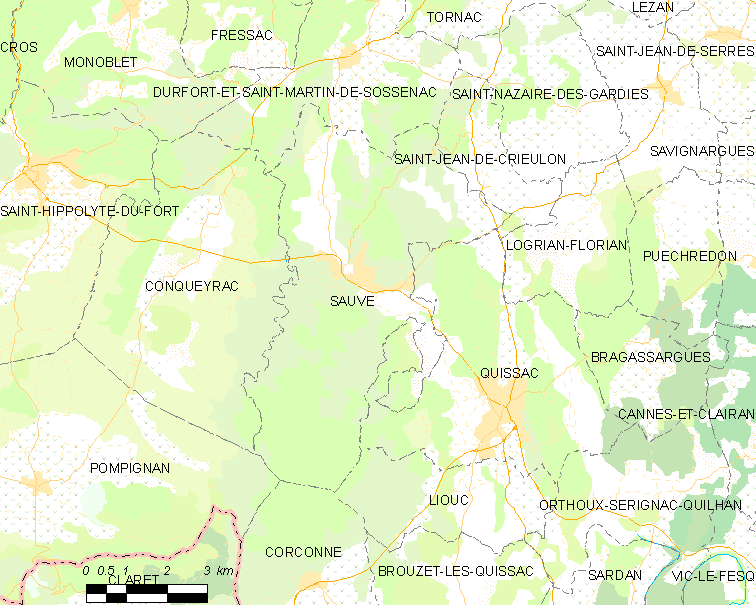
索沃的OSM定位图

索沃的时区为UTC+01:00、UTC+02:00（夏令时）。

## 行政
索沃的邮政编码为30610，INSEE市镇编码为30311。

## 政治
索沃所属的省级选区为基萨克县。

## 人口

1962-2008年间索沃人口变化图示

索沃于2022年1月1日时的人口数量为1956人。